# Radensk

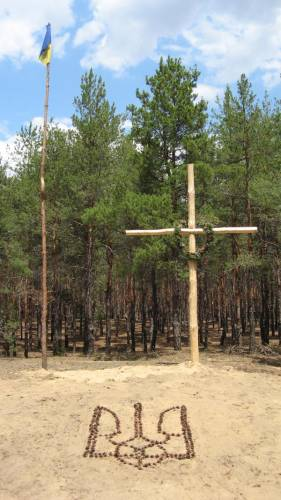

Radensk (ukrainisch Раденськ; russisch Раденск) ist ein Dorf in der ukrainischen Oblast Cherson mit etwa 5600 Einwohnern (2014).
Das 1796 gegründete Dorf liegt 23 km südöstlich vom ehemaligen Rajonzentrum Oleschky und 36 km südöstlich der Oblasthauptstadt Cherson an der Fernstraße M 17 und der Bahnstrecke Cherson–Kertsch.
Südwestlich der Ortschaft liegt das Dorf Welyki Kopani, östlich liegt das Wüstengebiet Oleschky-Sande.
Am 12. Juni 2020 wurde das Dorf ein Teil der Stadtgemeinde Oleschky; bis dahin bildete es zusammen mit dem Dorf Tschelburda (Челбурда) die Landratsgemeinde Radensk (Раденська сільська рада/Radenska silska rada) im Zentrum des Rajons Oleschky.
Seit dem 17. Juli 2020 ist es ein Teil des Rajons Cherson.